# Skjoldvulkan (Månen)
 Denne artikel omhandler skjoldvulkaner på Månen. Opslagsordet har også en anden betydning, se skjoldvulkan.
En vulkankuppel på Månen er en særlig type skjoldvulkan, som findes på Månens overflade. Disse formationer er typisk dannet af tykkere flydende, muligvis meget silikatholdig lava, der efter udbrud er afkølet forholdsvis langsomt. Månens vulkankupler er brede, afrundede og cirkulære med en jævn og meget svagt stigende skråning, som rejser sig til få hundrede meters højde. Deres diameter er typisk 8-12 km, men kan være op til 20 km. Nogle af dem har et lille krater på toppen.
Det er dog påvist, at nogle af Månens vulkankupler består af samme materiale som Månens have. De kan derfor være dannet ved en anderledes proces, og det menes, at det kan være fra et mindre magmakammer, som ligger tættere på overfladen end de kamre, hvis lavastrømme har oversvømmet mareområderne. Det vil betyde, at de er under mindre tryk, hvorfor lavaen vil flyde langsommere. Magmaen vil strømme ud gennem en åbning i overfladen, men udstrømningen vil efterhånden ske gennem en primær åbning. Denne koncentration kan derpå bevirke, at der opstår et udbrudskrater på vulkankuplens top.
Der findes koncentrationer af vulkankupler nær nedslagskraterne Hortensius, Marius og T. Mayer samt hen over toppen af Mons Rümker. Enligt beliggende skjoldvulkaner findes også på Månens forside, herunder ved kraterne Kies Pi (π), Milichius Pi (π), Mons Gruithuisen Gamma (γ) og Delta (δ), samt ved Gambart C-, Beer- og Capuanuskraterne. Omega Cauchy (ω) og  Tau Cauchy (τ) danner et skjoldvulkan-par nær Cauchykrateret. Et tilsvarende par findes nær Aragokrateret, nemlig Arago Alpha (α) og Arago Beta (β).
Månens skjoldvulkaner er ikke navngivet og angivet som en særlig geologisk kategori af den Internationale Astronomiske Union. De inddeles i almindelighed i 7 forskellige typer efter et skema, foreslået i 1964 af astronomen B. Westfall. 